# فيليب رومينس
فيليب رومينس هو لاعب كرة قدم بلجيكي في مركز الوسط، ولد في 20 أغسطس 1997 في بلجيكا. شارك مع منتخب بلجيكا تحت 19 سنة لكرة القدم. أما مع النوادي، فقد لعب مع Jong PSV ‏.

## وصلات خارجية
- فيليب رومينس على موقع الاتحاد البلجيكي (الإنجليزية)
- فيليب رومينس على موقع قاعدة بيانات كرة القدم.إي يو (الإنجليزية)
- فيليب رومينس على موقع Soccerway.com (الإنجليزية)
- فيليب رومينس على موقع عالم كرة القدم.نت (الإنجليزية)